# Donkey Kong’s Multi Scream
Donkey Kong’s Multi Scream ist der Name einer Schweizer Free-Funk-Formation der 1980er Jahre. Der Bandname Donkey Kong’s Multi Scream ist eine Verballhornung des populären Videospiels Donkey Kong Multi Screen von Nintendo.

## Geschichte
Im Herbst 1983 gründete der Gitarrist Urs Brendle gemeinsam mit Roland «Phile» Philipp (Saxophone, Bassklarinette, Flöte), Thomas Jordi (Bass) und Andy Brugger (Schlagzeug) die Band Donkey Kong’s Multi Scream (DKMS). Im Dezember 1983 stiessen noch Dieter Ammann (Trompete, Keyboard, E-Bass) und Willy Kotoun (Percussion) hinzu.
Erste Konzerte fanden in Bern, Aarau und Zofingen statt. Am 2. September 1984 konnte sich die Band am Jazz Festival Willisau im Restaurantzelt präsentieren. Es folgten weitere Engagements in der Schweiz und in Deutschland, teilweise auch als Doppelkonzerte mit Weather Report, Shannon Jackson, Slickaphonics oder John Scofield. Im Januar 1984 nahm die Band in nur drei Tagen die Studio-Langspielplatte «Omertà» auf.
«Der Stil ist kreativ und innovativ. Mal kommt’s rockig, mal funkig und manchmal sogar punkig über die Bühne. Unangepasst und doch tanzbar, aber vor allem jazzig.». 
Von den zahlreichen Auftritten sind hervorzuheben: am 29. Januar 1985 im Rahmen der Basler Jazzwoche 1985 mit Live-Übertragung auf dem Schweizer Radio DRS 2 aus dem Musiklokal Atlantis, Basel; am 30. März 1985 am Jazz Festivall Willisau, im Saal des Hotels Mohren, Willisau; im September 1986 Schweizer Tournee «New Jazz Tours» des Migros-Kulturprozents mit Konzerten in zehn Schweizer Städten, unter anderen im Fri-Son, Fribourg oder im Bazillus, Zürich.

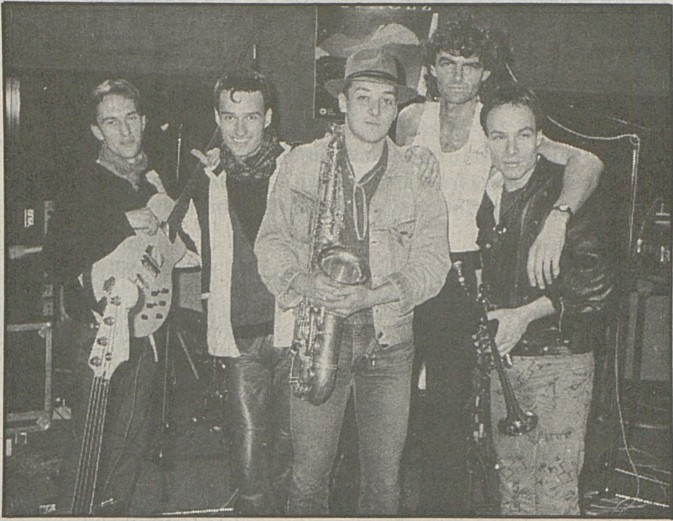
Auftritt der Donkey Kong's Multi Scream am 27. September 1986 in Fribourg.

Parallel und anschliessend zu DKMS verfolgten die einzelnen Musiker weitere Projekte: Steven’s Nude Club (Dieter Ammann); Ocean Park (Roland Philipp), The Intergalactic Maiden Ballet (Thimb), S Double U and the Yaks, Pregnant Snakes (Roland Philipp mit Gitarrist Harald Haerter).

## Diskografie
- Omerta 1984 Poplight Records
- Live in Willisau 1985 Bellaphon[4]